# Vegeta
Vegeta (ベジータ, Bejīta), també conegut com a Príncep Vegeta, és un personatge de ficció del manga Bola de Drac, creat per Akira Toriyama el 1984 i de la seva posterior adaptació en anime. Apareix per primera vegada el 6 de desembre de 1988 al número 204 de Shūkan Shōnen Jump, buscant les boles de drac, que donen nom a la sèrie, per obtenir l'immortalitat. Al costat de Goku, Son Gohan, Bulma, Krilin i Cor Petit Jr, és un dels personatges que ha tingut més desenvolupament. El seu personatge evoluciona de malvat a antiheroi i esdevé un heroi durant el curs de la sèrie. És un dels personatges més populars de la franquícia Bola de Drac, i el seu primer enfrontament amb Goku és considerat com una de les batalles més emblemàtiques del manga i l'anime.
Vegeta és extremadament vanitós i orgullós, fent referència constantment a la seva herència i estatus de príncep dels Superguerrers de l'espai durant tota la sèrie; creu que s'hauria de considerar el combatent més poderós de l'univers i s'obsessiona amb la idea de superar a Goku després de lluitar contra ell. Vegeta s'uneix de mala gana amb el grup de Goku, per frustrar les amenaces més grans a l'univers com Frízer, Cèl·lula i el Monstre Bu.

## Creació i concepció
Seguint la tendència que els noms dels membres dels Guerrers de l'espai són jocs de paraules sobre les verdures, el nom Vegeta és un joc de paraules. Akira Toriyama va dir que va rebre un munt de correu de fan que li deia que no matés Vegeta. Després de l'estrena de Bola de Drac Z: La Batalla dels déus, Toriyama va expressar el seu desig que Vegeta tingués el paper principal en cas que es fes un altre llargmetratge animat, tot i que va insistir que no tenia intenció que se'n fessin més i que no s'havia pres cap decisió.
Vegeta es mostra excepcionalment vanitós i egoista. Poques vegades tenia por d'oposar-se a adversaris, per exemple Freezer. Probablement, la seva característica més definitiva és la seva rivalitat amb Goku.
Vegeta és sensiblement més baix que Goku, tot i que un canvi notori en l'estil d'art d'Akira Toriyama mitiga aquesta diferència posteriorment a la sèrie.

## Descripció

### Quant al nom
Porta el nom del seu planeta natal, Vegeta, del qual és el príncep. Escrit en Katakana, el seu nom prové de la paraula ベジタブル (Bejītaburu) escurçada a ベジータ (Bejīta). El seu nom està, per tant, relacionat amb la paraula Vegetable significa Vegetal en anglès (tots els Guerrers de l'espai tenen noms de verdures).

### Família
És fill del rei Vegeta. La seva mare és desconeguda. A la pel·lícula Ossu! Kaette kita Son Gokū to nakamatachi!!, apareix Tarble, el seu germà petit. Amb la seva dona Bulma, té dos fills: un noi, Trunks, i una noia, Bra.
Arbre genealògic
|  |  |      |      |      |      |      |      |  |  |        |        |        |        | Rei Vegeta | Rei Vegeta | Rei Vegeta | Rei Vegeta | Rei Vegeta    | Rei Vegeta |        |        |        |        |  |  | Dr. Brief | Dr. Brief | Dr. Brief | Dr. Brief | Dr. Brief | Dr. Brief |  |  | Sra. Brief | Sra. Brief | Sra. Brief | Sra. Brief | Sra. Brief | Sra. Brief |
|  |  |      |      |      |      |      |      |  |  |        |        |        |        | Rei Vegeta | Rei Vegeta | Rei Vegeta | Rei Vegeta | Rei Vegeta    | Rei Vegeta |        |        |        |        |  |  | Dr. Brief | Dr. Brief | Dr. Brief | Dr. Brief | Dr. Brief | Dr. Brief |  |  | Sra. Brief | Sra. Brief | Sra. Brief | Sra. Brief | Sra. Brief | Sra. Brief |
|  |  |      |      |      |      |      |      |  |  |        |        |        |        |            |            |            |            |               |            |        |        |        |        |  |  |           |           |           |           |           |           |  |  |            |            |            |            |            |            |
|  |  |      |      |      |      |      |      |  |  |        |        |        |        |            |            |            |            |               |            |        |        |        |        |  |  |           |           |           |           |           |           |  |  |            |            |            |            |            |            |
|  |  | Gure | Gure | Gure | Gure | Gure | Gure |  |  | Tarble | Tarble | Tarble | Tarble | Tarble     | Tarble     |            |            | Vegeta        | Vegeta     | Vegeta | Vegeta | Vegeta | Vegeta |  |  | Bulma     | Bulma     | Bulma     | Bulma     | Bulma     | Bulma     |  |  | Tights     | Tights     | Tights     | Tights     | Tights     | Tights     |
|  |  | Gure | Gure | Gure | Gure | Gure | Gure |  |  | Tarble | Tarble | Tarble | Tarble | Tarble     | Tarble     |            |            | Vegeta        | Vegeta     | Vegeta | Vegeta | Vegeta | Vegeta |  |  | Bulma     | Bulma     | Bulma     | Bulma     | Bulma     | Bulma     |  |  | Tights     | Tights     | Tights     | Tights     | Tights     | Tights     |
|  |  |      |      |      |      |      |      |  |  |        |        |        |        |            |            |            |            |               |            |        |        |        |        |  |  |           |           |           |           |           |           |  |  |            |            |            |            |            |            |
|  |  |      |      |      |      |      |      |  |  |        |        |        |        |            |            |            |            |               |            |        |        |        |        |  |  |           |           |           |           |           |           |  |  |            |            |            |            |            |            |
|  |  |      |      |      |      |      |      |  |  |        |        |        |        |            |            |            |            | Trunks        | Trunks     | Trunks | Trunks | Trunks | Trunks |  |  | Bra       | Bra       | Bra       | Bra       | Bra       | Bra       |  |  |            |            |            |            |            |            |
|  |  |      |      |      |      |      |      |  |  |        |        |        |        |            |            |            |            | Trunks        | Trunks     | Trunks | Trunks | Trunks | Trunks |  |  | Bra       | Bra       | Bra       | Bra       | Bra       | Bra       |  |  |            |            |            |            |            |            |
|  |  |      |      |      |      |      |      |  |  |        |        |        |        |            |            |            |            | desconegut    |            |        |        |        |        |  |  |           |           |           |           |           |           |  |  |            |            |            |            |            |            |
|  |  |      |      |      |      |      |      |  |  |        |        |        |        |            |            |            |            |               |            |        |        |        |        |  |  |           |           |           |           |           |           |  |  |            |            |            |            |            |            |
|  |  |      |      |      |      |      |      |  |  |        |        |        |        |            |            |            |            | Vegeta Junior |            |        |        |        |        |  |  |           |           |           |           |           |           |  |  |            |            |            |            |            |            |

### Físic
Vegeta és un home de mitjana alçada. La seva mida sembla haver augmentat entre la seva primera aparença (al volum 18 amb prou feines arriba a la mida de Cor Petit Jr. i Nappa, a penes més gran que Krilin) i les sagues següents (contra cíborgs, ell és poc més petit que Trunks, que és gairebé tan alt com Son Goku). No obstant això, no importa gaire durant les seves fusions amb el seu antic rival que va donar a llum a Vegeto i Gogeta, ja que la seva mida no sembla més petita que la de Son Goku. Els seus cabells llargs i rectes, els ulls i les celles són negres com tots els saiyans purs. Quan es transforma en Superguerrer, es tornen daurats com tots els Super Saiyans i els seus cabells es veuen més o menys desconcertats depenent de la força de la seva aura. Els seus ulls es tornen blaus i verds. Vegeta també és, com un Guerrer de l'espai, molt musculós, tant com Son Goku malgrat la seva mida més petita, i pot augmentar el seu volum muscular després de les seves transformacions (el veiem enorme a Dai ni dankai al volum 32). La seva mirada és molt severa i aguda, així com els seus trets facials. A partir de Dragon Ball GT, Vegeta es talla els cabells més curts. Fins i tot intentarà portar el bigoti, però se'l rasurarà després de les observacions de la seva filla. També té nombroses cicatrius a tot el cos, tret de la cara, testimoni de la seva vida de guerrer. Però aquestes desapareixen quan el seu cos es reconstitueix durant la seva segona resurrecció. Finalment, de vegades les seves venes són molt destacades en combat.
Per lluitar, es vesteix des del començament de la sèrie fins al final de la saga Cell amb els tradicionals vestits de combat saiyan, concretament uns leotards blaus, una armadura blanca molt flexible i resistent als cops que protegeix el pit i guants i botes blanques amb les mateixes característiques. Fins a la meitat de la saga Namek, la seva armadura presentarà epolets marrons. Aquests desapareixeran perquè després portarà un altre model de cuirassa. Durant la Saga Boo, lluitarà amb el mateix conjunt però sense armadura de cos. A Dragon Ball GT lluitarà amb roba més humana. Molt sovint es tracta de pantalons ajustats blaus probablement de cuir, una samarreta sense mànigues vermella, un cinturó i unes botes de combat negres similars a la de Son Goku.

## Posterioritat

### Popularitat
Vegeta és un personatge extremadament popular de la sèrie, ocupant el quart lloc del sondeig de popularitat de personatges de Bola de drac de 1993, votat pels lectors setmanals Shōnen Jump, i va ascendir al segon el 1995. El 2004, els fans del programa el van votar el segon personatge més popular en una enquesta del llibre Bola de drac Forever. Si bé el personatge és popular entre el públic, ho és molt menys per Akira Toriyama que ha fet saber que Vegeta és el seu personatge menys preferit.
La cita de Vegeta "It's Over 9000!" (Supera els 9000!) s'ha convertit en un mem d'Internet, la frase s'utilitza generalment com a quantificador d'innombrables per descriure una gran quantitat d'alguna cosa. La frase fa referència a una modificació de la línia original parlada en japonès pel personatge Vegeta, expressada en anglès per l'actor Brian Drummond, en el 21è episodi del dub anglès Ocean Productions.
El tercer àlbum del grup musical Starbomb conté una cançó anomenada "Vegeta's Serenade". La cançó se centra en Vegeta intentant escriure una cançó d'amor per a Bulma, però continua sent distret pel seu odi cap a Goku.
Superestrelles de la WWE com Ronda Rousey i The New Day porten roba inspirada en Vegeta; el primer portava un jersei que feia referència a Vegeta i el "Més de 9.000!" a Wrestlemania 31, va aparèixer amb un vestit complet, inspirat en la signatura de Vegeta, Saiyan Armour, a WrestleMania 32, com a part de la seva gran entrada per al seu partit contra la Societat de les Nacions.
El vestuari de Killmonger, l'antagonista de la pel·lícula de 2018 Black Panther és sorprenentment semblant a l'uniforme de Vegeta. Killmonger és interpretat per Michael B. Jordan, que és conegut per ser un fan de Bola de Drac. Jordan va dir que podia ser que l'armadura de Killmonger s'hagués inspirat en la de Vegeta.

## Aparicions del personatge

### Mangues
- 1984: Bola de Drac
- 2001: Neko Majin
- 2015: Dragon Ball Super

### Sèries d'anime
- 1989 : Bola de Drac Z
- 1996 : Bola de Drac GT
- 2009 : Bola de Drac Z Kai
- 2015 : Dragon Ball Super
- 2018 : Super Dragon Ball Heroes

### Pel·lícules
- 1993 : Bola de Drac Z: Els guerrers de les galàxies
- 1995 : Bola de Drac Z: Fusions
- 1995 : Bola de Drac Z: L'atac del drac
- 2018 : Dragon Ball Super: Broly

### OAV
- 2008 : Ei! En Son Goku i els seus amics tornen!

### Pel·lícula de televisió
- 1993 : Bola de Drac Z: La història d'en Trunks

### Videojocs
Vegeta és un personatge jugable a tots els jocs de Dragon Ball Z.

## Doblatge i traducció
Va ser interpretat originalment en japonès per Ryō Horikawa. A Televisió de Catalunya el va doblar Joan Sanz Bartra i a Televisió Valenciana per Paco Anyó. Els insults d'en Vegeta van facilitar popularitzar novament paraules i expressions en desús com cap de suro, baliga-balaga, bola de ferralla, ves a prendre un got de llet calentona, xitxarel·lo, gamarús, brètol, setciències, esquifit, manefles o microbi.